# Genshiken
Genshiken (げんしけん?) è un manga di Shimoku Kio pubblicato originariamente dal 2002 al 2006 sul mensile Afternoon della Kōdansha e pubblicato in Italia dalla Star Comics con il titolo Genshiken - Otaku club. Il titolo del manga deriva dall'abbreviazione di gendai shikaku bunka kenkyūkai, ovvero "società per lo studio della cultura visiva moderna": sotto questo nome si cela un circolo universitario composto appunto da otaku appassionati di manga, anime e videogiochi, a cui il protagonista della serie si iscriverà.
La serie è stata ripresa (ed attualmente in corso), dall'ottobre 2010 sempre sul mensile giapponese Afternoon con il nome Genshiken Nidaime (continuando però la numerazione dei capitoli e dei volumi dalla fine della prima serie, ovvero iniziando dal capitolo 57 e il volume dal numero 10).
Nel 2004 è stato realizzato un anime tratto dal fumetto, intitolato sempre Genshiken, a opera degli studi Genco e Palm Studio, a cui è poi seguita una seconda serie nel 2007. Nel 2013 è stata annunciata una nuova serie anime, ad opera di Production I.G; si intitola Genshiken Nidaime ed è andata in onda da luglio a settembre 2013.

## Trama
Non esiste una trama vera e propria, ma solo un succedersi di situazioni realistiche che partono con l'iscrizione di Kanji Sasahara, matricola universitaria, al circolo Genshiken, e all'accettazione della sua natura di otaku. Il manga segue la maturazione dei vari personaggi iscritti al club e l'evolversi dei rapporti interpersonali, che a volte sfociano in litigi, incomprensioni o nell'amore.
Trattandosi di una serie basata sugli interessi degli otaku, passioni come modellismo, cosplay, creazione di fumetti amatoriali (dōjinshi) e visite a celebri fiere dedicate hanno un ruolo importante nello svolgersi delle vicende. Nel corso della serie vengono menzionate numerose serie animate, videogiochi e manga realmente esistenti, anche se nelle schede relative ai personaggi che inframmezzano i capitoli del manga alcuni nomi vengono leggermente storpiati (ad es. Panther vs. Panther al posto di Hunter × Hunter oppure The Champ Of Fighters al posto di The King Of Fighters).
Una delle attività ricorrenti durante le riunioni del Genshiken sono le discussioni sul (fittizio) anime Kujibiki Unbalance (vedi la sezione Spin-off) e tutti gli spin-off da esso derivati (videogiochi, visual novel, ecc.). La passione dei membri del club per questo anime è tale da ispirare diverse attività correlate, come la realizzazione di dojinshi erotiche su di esso o cosplay dei personaggi della serie.

## Personaggi
Kanji SasaharaSasahara decide di iscriversi al circolo Genshiken all'inizio della serie, appena iscrittosi all'università. Nonostante sia per certi versi il protagonista, le vicende del club non sono quasi mai incentrate su di lui. Più avanti nella serie diverrà il terzo presidente del Genshiken. Lui incarna più di tutti il punto di vista del lettore, essendo un otaku moderato e tranquillo, senza particolari fissazioni. Alla fine della serie cercherà di diventare un editor, fidanzandosi con l'aspirante fumettista Chika Ogiue.
Makoto KōsakaLa prima persona che Sasahara incontra prima di iscriversi al club, in apparenza è quanto di più lontano ci possa essere dallo stereotipo dell'otaku, data la sua avvenenza fisica, comportamento educato e sorriso perennemente stampato in faccia. In realtà si tratta di un otaku a tutto tondo che non si vergogna affatto di esserlo, le cui principali passioni sono i videogiochi erotici e i picchiaduro, ai quali è imbattibile. Trascina involontariamente nel club anche la sua ragazza Saki, nonostante l'odio che lei prova per gli otaku in generale.
Saki KasukabeFidanzata di Makoto Kōsaka, Kasukabe detesta gli otaku e non riesce a comprendere il loro stile di vita, ma si ritrova controvoglia a seguire le riunioni del Genshiken per stare più tempo col suo fidanzato e viene coinvolta nelle attività del circolo. Ha un carattere aggressivo e violento che spesso sfoga sugli altri membri del club, ed incarna di fatto l'unico punto di vista 'esterno' al mondo degli otaku della storia, riuscendo a non restarne condizionata nonostante la prolungata esposizione.
Harunobu MadarameDall'aspetto stereotipato di nerd smilzo e occhialuto, Madarame è forse il membro più fanatico del club, al punto di restare senza soldi per cibo e altre necessità primarie a causa delle sue passioni. È particolarmente appassionato di dōjinshi, Gundam e articoli militari. Madarame diventerà il secondo presidente del club. Sebbene possa sembrare malizioso e manipolatore, in realtà è praticamente inoffensivo, anche se con una tendenza a comportarsi in modo teatrale e a crearsi un proprio personaggio. Nonostante sia presentato fin dall'inizio come l'antagonista naturale di Saki Kasukabe in ogni aspetto, s'innamora segretamente di lei, anche se non avrà mai il coraggio di confessarle i suoi sentimenti, certo di non avere nessuna possibilità di essere ricambiato.
Sōichirō TanakaTanaka eccelle in tutto ciò che richiede lavoro manuale, che sia la creazione di costumi per cosplay o il montaggio di modellini di robot, due delle sue più grandi passioni. Solitamente riservato, diventa loquace quando si tratta di discutere dei suoi interessi. Tra lui e Kanako Ōno nascerà una storia duratura, consolidata dalla loro comune passione per il cosplay.
Mitsunori KugayamaSoprannominato "Kugapi", è un ragazzone dal fisico robusto, perennemente silenzioso anche a causa della sua balbuzie. La sua specialità è il disegno, ma non si ritiene abbastanza bravo per creare una dojinshi personale. Si scopre che la sua abilità aumenta quando si mette a disegnare illustrazioni di contenuto erotico.
Kanako ŌnoUna ragazza che ha studiato all'estero per un paio d'anni e al ritorno in Giappone decide di iscriversi al Genshiken. Le sue caratteristiche principali sono la grande timidezza, un seno prosperoso e la passione per il cosplay, fatto questo che attira l'attenzione di Tanaka, con cui in seguito si fidanzerà. Ha un curioso feticismo per i personaggi maschili di anime e manga in età avanzata e dall'aspetto virile. Ōno diverrà il quarto presidente del circolo.
PresidenteIl suo nome non viene mai rivelato. Si tratta del primo presidente del Genshiken, ricopre questa carica da tempo immemore (c'è chi afferma dal 1987) e nessuno sa quanti anni abbia. È un personaggio inquietante per la sua estrema pacatezza, la capacità di apparire all'improvviso senza che nessuno si accorga di lui e l'abilità nel reperire informazioni su chiunque senza sforzo alcuno. Lascia la carica a Madarame per occuparsi a tempo pieno della sua tesi di dottorato.
Chika OgiueUna ragazza che inizialmente si vergogna della sua condizione di otaku a causa di una situazione traumatica capitatale alle scuole medie, fatto per cui tentò il suicidio. Ha l'abitudine di leggere e realizzare dojinshi di contenuto yaoi. Appare solo in là nella serie manga ed esclusivamente negli OAV della prima serie animata, mentre torna in Genshiken 2. Diventerà la fidanzata di Kanji Sasahara dopo un burrascoso periodi di avvicinamento.
Manabu KuchikiUn ragazzo rumoroso e talvolta fastidioso, dai molti tratti bizzarri: ad esempio imita comportamenti e voci dei personaggi degli anime ed ha la fissazione per le cose "carine". Anch'egli appare solo in là nella serie, insieme a Ogiue.

## Spin-off
Alcuni degli inesistenti prodotti posseduti dai protagonisti di Genshiken sono stati effettivamente realizzati per gli otaku del mondo reale:
- Il fittizio anime di genere commedia romantica Kujibiki Unbalance (o Kujiun, com'è anche conosciuto secondo la tendenza giapponese di abbreviare i nomi), nato con lo scopo di rappresentare lo stereotipo dell'anime che tende a rispecchiare i gusti degli otaku, e proprio per questo molto amato dai membri del Genshiken, è diventato nel 2004 una vera serie di 3 OAV sempre ad opera di Genco e Palm Studio.
Nel contesto di Genshiken si tratta di una popolarissima serie di 26 episodi tratta da un manga di successo dell'inesistente "Yu Kuroki", mentre nella realtà i 3 OAV prodotti rappresentano rispettivamente gli episodi nº1, 21 e 25 della serie.

- Un'altra opera menzionata nella serie principale e successivamente trasposta nella realtà è il videogioco erotico Ramen Angel Pretty Menma, il primo di tale genere posseduto da Sasahara. Il gioco viene solo brevemente nominato nel manga principale, ma assume un ruolo più significativo nella seconda serie dell'anime di Genshiken: nella terza sigla iniziale di Genshiken 2 si possono persino vedere Kanako Ōno e Chika Ogiue che fanno cosplay delle due protagoniste del gioco.